# Literatura sapiencial medieval en España

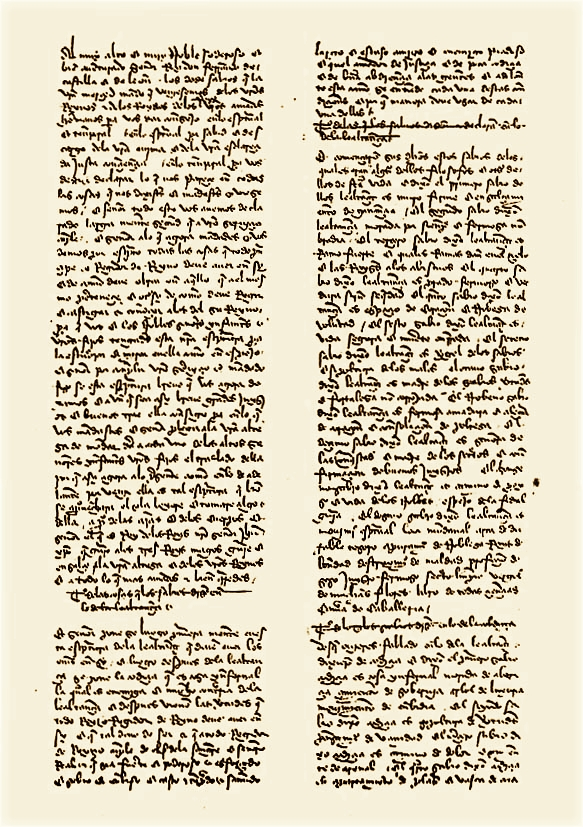
Libro de los doze sabios, primera mitad del.
Los primeros libros del género sapiencial de la literatura española medieval tienen su origen en las colecciones árabes de los siglos IX a XI de proverbios atribuidos a filósofos griegos.

A La literatura sapiencial o gnómica de la España medieval se compone de un conjunto de libros de apólogos breves y sentencias del siglo XIII atribuidas a sabios griegos indeterminados en la mayor parte de los casos, cuya fuente primordial son las colecciones de dichos célebres compiladas por la literatura árabe entre los siglos IX y XI. Este género reúne varios de los primeros ejemplos de prosa en castellano.
Durante todo el siglo XIII se impulsa desde las cancillerías reales de la corte de Castilla una labor de traducción de obras didácticas que, según la mentalidad medieval, reunían un saber concebido como un todo completo y cerrado. Por tanto la labor de agotar la sabiduría consistía únicamente en encontrar las obras donde se hallaba y hacerlas asequibles para los lectores que, en esta época, ya acceden a la literatura en su lengua vernácula. La filosofía disponible en este tiempo procede de tres lenguas cultas, el latín, el hebreo y el árabe, y el esfuerzo de verter el léxico del conocimiento en estas lenguas dio un impulso decisivo a la instauración de una literatura en prosa castellana.
La costumbre literaria de compilar sentencias de filósofos, atribuyéndolas a autores griegos de prestigio, fue habitual en la literatura árabe del siglo IX. Tanto las colecciones de máximas como los libros de exempla de estas culturas fueron traducidos al castellano y difundidos extensamente en la Península bajo los reinados de Fernando III, Alfonso X y Sancho IV de Castilla.
De la primera mitad del siglo XIII datan el Libro de los doce sabios, la Poridat de poridades, el Secreto de los secretos (una versión distinta de la Poridat) y el Libro de los buenos proverbios. Otros ejemplares de este género de la segunda mitad del XIII o posteriores son el Bocados de oro, el Libro de los consejos y las Flores de filosofía con el que guardan estrecha relación el Libro de los cien capítulos, el Libro del consejo e de los consejeros y los Dichos de los santos padres.

## Caracterización
Poquísimas de estas máximas provienen de la tradición occidental bíblica, pese a que podían haber sido usadas con mayor propiedad para fines catequéticos católicos, que fueron estimulados tras el IV Concilio de Letrán (1215). Algunas de estas obras incluyen, además, algunos cuentos doctrinales o exempla.
Las primeras recopilaciones de sentencias fueron traducciones del árabe y se realizaron en la primera mitad del siglo XIII. De este periodo pueden ser el Libro de los doce sabios, la Poridat de poridades, el Secreto de los secretos (una versión distinta de la Poridat) y el Libro de los buenos proverbios. En un principio debían proporcionar un saber adecuado a la moral cristiana, en connivencia con lo dispuesto en el IV Concilio de Letrán, pero las traducciones de fuentes árabes, que a su vez remitían a otras persas, sirias y en el fondo bizantinas o griegas, no siempre se ajustaban a las prescripciones eclesiásticas, puesto que la moral preconizaba valía más para el dirigente pagano que para el buen cristiano. Pero pronto se tendió a adaptar esta literatura a las necesidades doctrinales de la predicación. Así, las Flores de filosofía, el Libro de los cien capítulos (refundición o fuente del anterior) y los Bocados de oro incorporan una moraleja cristiana y suprimen en lo posible la sabiduría herética, pasando después a obras de distinto carácter y evolucionando en sucesivas transmisiones a partir del siglo XIV. Cuando estos libros adoptan un espíritu decididamente catequético, la transformación experimentada es aún mayor, como ocurre en los Dichos de los santos padres de Pedro López de Baeza. 
El género cumplió habitualmente la función de speculum principis (instrucción o espejo de príncipes), o libros doctrinales para nobles que aconsejaban en las tareas de gobierno. Así se compusieron libros de sentencias no basados en fuentes árabes sino en compilaciones a partir de la tradición cristiana de dichos y hechos de personajes célebres de la antigüedad y de la historia o del exemplum homilético. Son los casos del Libro de los doce sabios, o las Flores de filosofía, este último utilizado y amplificado a comienzos del siglo XIV en los «Castigos del rey de Mentón» del Libro del caballero Zifar y adaptado como amonestaciones cristianas por las mismas fechas en los Dichos de los santos padres; también lo es el Libro de los cien capítulos (que parece ser una ampliación posterior a 1285 de las Flores... y consta de solo cincuenta capítulos, quedando, al parecer de su editor moderno, inacabado), y el Libro de los consejos.
Este tipo de obras son utilizadas abundantemente en la literatura posterior, como sucede en los libros II a V del Conde Lucanor de Don Juan Manuel, que toma sus proverbios, entre otras fuentes, de las Flores de filosofía. Muchas de las sentencias se encontrarán incluso en el siglo XV integradas en obras como La Celestina.

## Libro de los doce sabios
El primero de los libros del género gnómico es el Libro de los doce sabios iniciado quizá en 1237 y terminado en la década de 1250. Se compone en una gran parte de sentencias de raíz oriental y también de máximas y fábulas de la literatura sapiencial latina.
Reúne dos tipos de materiales: un marco de tipo oriental, en el que un conjunto de sabios reunidos elaboran unos conocimientos de tipo doctrinal, con destino a los infantes del rey Fernando, extrayendo un speculum principis (espejo de príncipes) de carácter moral.

## Libro de los buenos proverbios
Del libro de máximas Kitab adab al-falasifa de Hunayn ibn Ishaq (Joaniçio en las fuentes cristianas), muerto hacia 911, procede el Libro de los buenos proverbios. Por otro lado, material del Libro de los buenos proverbios aparece en la Floresta de philósophos y en el Pseudo-Séneca.
Las sentencias que recoge el libro y que se atribuyen vagamente a nombres de prestigio, como Aristóteles, Platón o Sócrates, se presentan mediante un marco introductorio (técnica habitual en la literatura árabe) en el que con motivo de la celebración de uno de los grandes días festivos un sabio pronuncia un discurso ante un auditorio, que disfruta del aprendizaje de estos bocados de sabiduría a la vez que se deleita. La parte final del libro la ocupa un apócrifo intercambio epistolar entre Alejandro Magno y su madre.

## Poridat de PoridadesySecreto de los secretos
A la misma corriente literaria pertenece un libro de sentencias atribuidas a Aristóteles, en las que este sabio griego aconseja a Alejandro Magno: el Sirr al-asrar de Yuhanna ibn al-Bitriq. Este libro dio origen a dos tradiciones, la de la traducción hispánica Poridat de poridades, que circuló ampliamente en el ámbito peninsular, y la de una versión en latín de Felipe de Trípoli, también del siglo XIII, el Secretum secretorum, a partir de una fuente más extensa tardía, que, tras influir en la literatura europea, regresó a España para ser a partir de ahí nuevamente traducido al castellano como Secreto de los secretos y a otras lenguas romances peninsulares. En todo caso, al tomar muchas citas de Aristóteles a través de una compleja transmisión textual en la que intervienen traducciones persas, siríacas, árabes, latinas y romances, el conocimiento auténtico del pensamiento de Aristóteles se había distorsionado en gran medida.

## Bocados de oro
Los Bocados de oro o Bonium (que adaptan el Mukhtar al-hikam de mediados del siglo XI, obra heredera del Kitab adab al-falasifa), por su parte, también tuvieron una difusión paralela en la literatura latina medieval a través de una versión titulada Liber philosophorum moralium antiquorum, que bien podía proceder de una de las traducciones al latín de fuentes árabes de la Escuela de Traductores de Toledo bajo el designio de Alfonso X. En todo caso la traducción hispánica gozó de gran popularidad en España, hasta el punto de que conoció ediciones impresas en Sevilla (1495), Toledo (1510) o Valladolid (1527). Además fue integrado en el Libro del consejo del infante Don Juan Manuel y en la introducción de la Gran conquista de Ultramar. El Bocados de oro tiene la particularidad de que cada capítulo está introducido por la descripción del sabio que lo protagoniza.

## Flores de filosofíayEl libro del consejo y los consejeros
La compilación titulada Flores de filosofía, posiblemente de la segunda mitad del siglo XIII, adopta la habitual forma del género del «espejo de príncipes». Es fundamental, asimismo, la dimensión cristiana y el propósito doctrinal, lo que se consiguió adaptando la moral de las fuentes árabes originales. Se puede considerar como una guía espiritual que asegure al hombre la salvación de su alma.
Estrecho parentesco con este libro guarda el Libro del consejo e de los consejeros, del que aún no se ha dilucidado si es fuente de las Flores de filosofía o secuela. Compuesto probablemente en el reinado de Sancho IV de Castilla (época en la que también se podrían datar las Flores) y atribuido a Pedro Gómez Barroso, clérigo al servicio del rey. El tema que unifica el Libro se podría definir como las excelencias de los consejos. La obra tiene la particularidad inusual de indicar los nombres de los sabios a quienes se atribuyen las máximas, provenientes de la Antigüedad clásica o de la Biblia, y no de fuentes árabes, sino del Liber consolationis et consilii, obra de 1246 de Albertano de Brescia. Sin embargo no deja de haber en él influencias de los Bocados de oro.

## Obras mixtas deexemplaysententiae
Características mixtas de libro de cuentos ejemplares y de sentencias tienen dos obras más: la Historia de la donzella Teodor y el Lucidario.
El libro de la Historia de la doncella Teodor se conserva en cinco códices del siglo XV, en cuatro de los cuales constituye el último capítulo del libro gnómico Bocados de oro, lo que muestra la relación que los copistas vieron entre ambas obras que, al fin y al cabo, responden al propósito sapiencial. A lo largo de su transmisión la historia, que contenía debates sobre religión islámica, se transformó para adoctrinar para un mundo cristiano, como sucede con otros libros de este género.
En cuanto al Lucidario, se trata de una miscelánea enciclopédica de fines del siglo XIII que ordenó compilar Sancho IV a partir de fuentes latinas. La obra se compone de ciento seis capítulos que tratan asuntos curiosos y variados sobre todo tipo de saberes, tanto teológicos como de historia natural. Adopta la estructura oriental de enmarcar su contenido en forma de preguntas y respuestas de un maestro y su discípulo.